# گری مک کنزی
گری مک کنزی (انگلیسی: Gary MacKenzie؛ زادهٔ ۱۵ اکتبر ۱۹۸۵) بازیکن فوتبال اهل بریتانیا است.
از باشگاه‌هایی که در آن بازی کرده‌است می‌توان به باشگاه فوتبال رنجرز، باشگاه فوتبال میلتون کینز دونز، باشگاه فوتبال برادفورد سیتی، باشگاه فوتبال داندی، باشگاه فوتبال بلکپول، باشگاه فوتبال دونکستر راورز، و باشگاه فوتبال نوتس کانتی اشاره کرد.